# Coca-Cola HBC
Coca-Cola HBC ist ein Unternehmen mit Sitz im schweizerischen Steinhausen ZG bei Zug, das Produkte in Lizenz der The Coca-Cola Company produziert und abfüllt. Das Unternehmen ist seit 1991 an der Athener und seit 2013 auch an der Londoner Börse gelistet. Bis zum 24. Juli 2014 war das Unternehmen auch an der New York Stock Exchange gelistet.
Coca-Cola HBC ging im Jahr 2000 aus der Fusion der 1969 gegründeten Athener Hellenic Bottling Company (zuvor auch 3E oder TriaEpsilon) und der Londoner Coca-Cola Beverages hervor. Das Unternehmen produziert und vertreibt die Produkte der The Coca-Cola Company in rund 30 Länder. Des Weiteren werden auch Produkte anderer Unternehmen abgefüllt und vertrieben, wie beispielsweise Nestea.
Zur Coca-Cola HBC gehört auch die österreichische Mineralwassermarke Römerquelle und die Schweizer Valser.
Coca-Cola HBC ist zu 23 % im Besitz der The Coca-Cola Company, zu 23 % im Besitz der Kar-Tess-Holding (Holding der Familien Leventis und David aus Griechenland, den Erben von Anastasios George Leventis) und zu 54 % in Streubesitz.
2005 erwarb das Unternehmen, zusammen mit The Coca-Cola Company den russischen Getränkehersteller Multon.
Im Oktober 2012 gab Coca-Cola HBC bekannt, den Sitz des Unternehmens von Marousi bei Athen in die Schweiz und die Haupt-Börsennotierung an die Londoner Börse zu verlegen. Das Unternehmen wies Kritik zurück, dass es aus steuerlichen Gründen umziehe. Es seien mehrere Faktoren verantwortlich.
Am 20. September 2013 wurde Coca-Cola HBC in den britischen Leitindex FTSE 100 aufgenommen. 2015 wurde die Abfüllerei in Bolligen geschlossen und die Produktion in die Abfüllerei nach Dietlikon verlegt. 2021 soll Costa Coffee in der Schweiz lanciert werden.

## Staaten

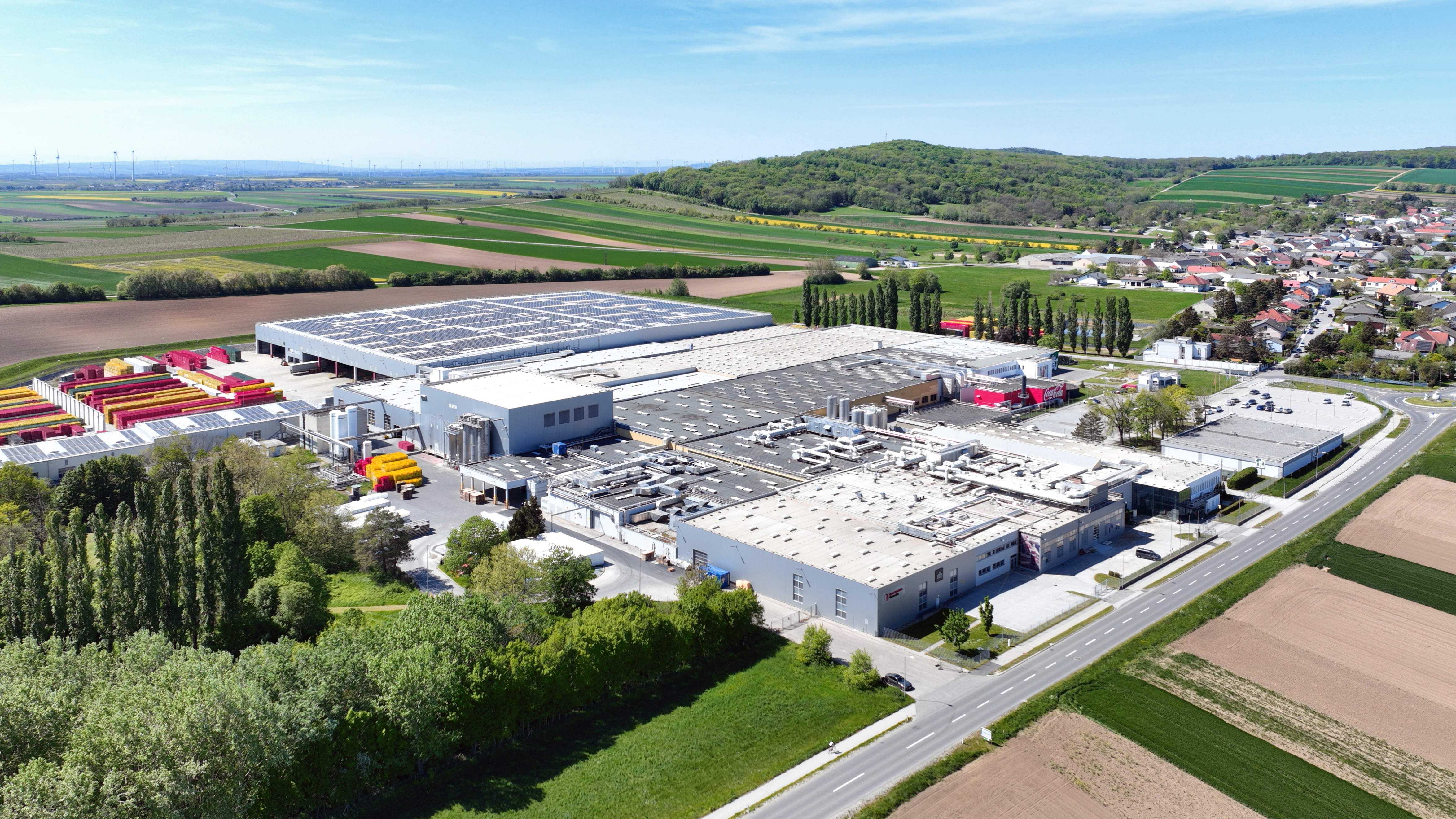
Betriebsgelände der Coca-Cola HBC Austria in Edelstal

Das Unternehmen ist in folgenden Staaten aktiv:
- Armenien
- Belarus
- Bosnien und Herzegowina
- Bulgarien
- Estland
- Griechenland
- Italien
- Irland
- Vereinigtes Königreich (Nordirland)
- Schweiz
- Österreich
- Kroatien
- Moldau
- Montenegro
- Nigeria
- Nordmazedonien
- Rumänien
- Russland
- Tschechien
- Ungarn
- Ukraine
- Litauen
- Lettland
- Polen
- Slowakei
- Slowenien
- Serbien
- Zypern